# Landkreis Tachau

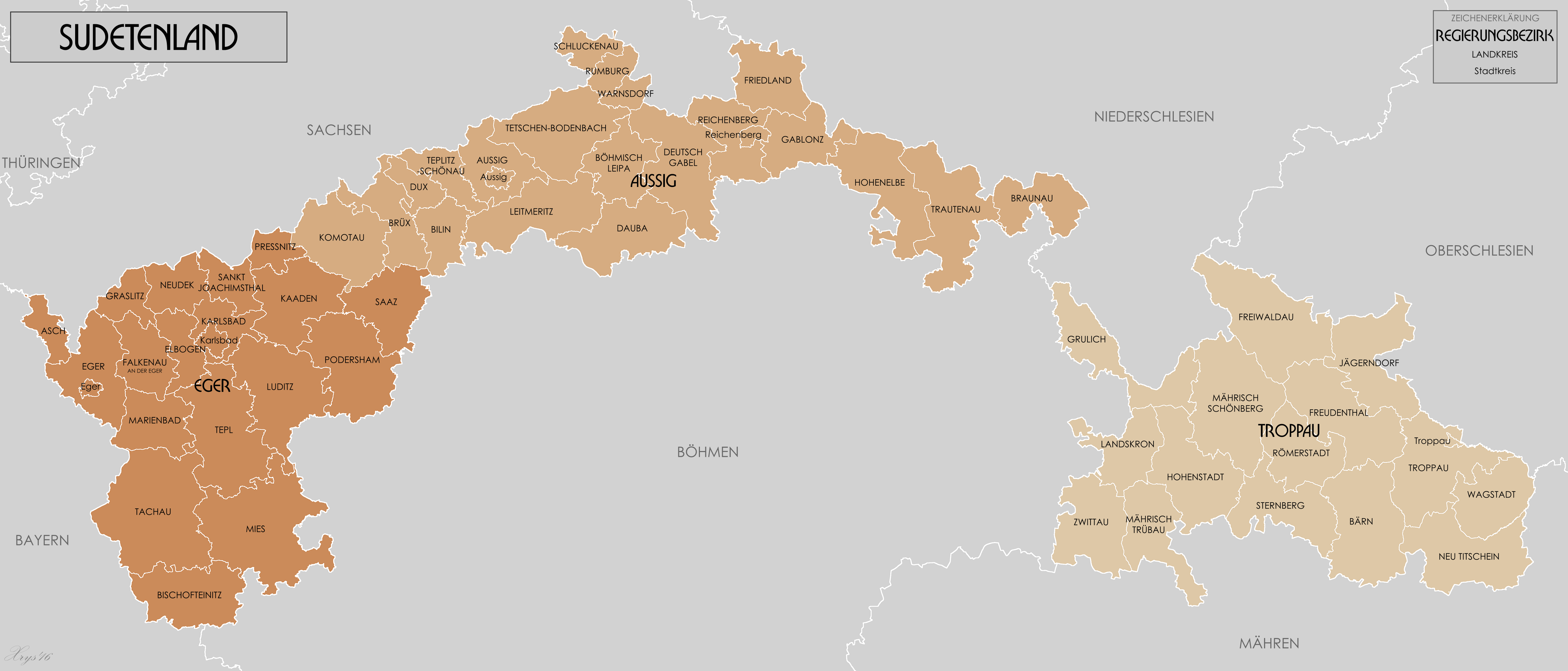
Verwaltungskarte des Reichsgaus Sudetenland

Der deutsche Landkreis Tachau bestand in der Zeit zwischen 1938 und 1945. Kreisstadt war die Stadt Tachau (heute: Tachov).
Der Landkreis Tachau umfasste am 1. Januar 1945:
- 4 Städte (Haid, Michelsberg, Plan und Tachau)
- 4 Märkte (Alt Zedlisch, Kuttenplan, Neustadtl, Pfraumberg)
- 111 Gemeinden.

Am 1. Dezember 1930 hatte das Gebiet des Landkreises Tachau 60.138 Einwohner; am 17. Mai 1939 waren es 56.490 und am 22. Mai 1947 umfasste es 24.433 Bewohner nach Vertreibung der deutschen Bevölkerung und Ansiedlung von Tschechen und Slowaken.

## Geschichte

### Österreich-Ungarn
Bis zum Ende des Ersten Weltkriegs gehörte das Gebiet zur österreichischen Reichshälfte von Österreich-Ungarn. Fast die gesamte Bevölkerung war römisch-katholisch (98,5 %) und deutschsprachig, mit der Egerländer Variante des nordbayerischen Dialekts. Die Landwirtschaft dominierte jedoch bei aufblühender Industrie in den Kleinstädten. Die traditionelle Bauweise in den Dörfern waren Südegerländer Bauernhöfe, mit Wohnstallhäusern, ähnlich denen in der benachbarten Oberpfalz.

### Tschechoslowakei / Deutsche Besatzung
Bei der Gründung der Tschechoslowakei Ende Oktober 1918 wurde die Region, wie die übrigen deutsch-böhmischen Gebiete, in den neuen Staat eingegliedert. Die Sudetendeutschen erhielten auch hier keine regionale Autonomie. Es wurden die politischen Bezirke Planá und Tachov gebildet.
Bei der Volkszählung von 1921 waren über 98 % der Bewohner des Bezirks Tachau deutscher Nationalität, im Jahr 1930 über 92 %.
Nach dem Münchner Abkommen besetzten Anfang Oktober 1938 deutsche Truppen dieses Gebiet, wie das ganze Sudetenland. Planá und Tachov trugen fortan die früheren deutsch-österreichischen Bezeichnungen Plan und Tachau. Plan umfasste die Gerichtsbezirke Plan und Weseritz, Tachau die Gerichtsbezirke Pfraumberg und Tachau. Seit dem 20. November 1938 führten beide Bezirke die Bezeichnung „Landkreis“. Sie unterstanden bis zu diesem Tage dem Oberbefehlshaber des Heeres, Generaloberst Walther von Brauchitsch, als Militärverwaltungschef.
Gleich nach dem Einmarsch deutscher Truppen in das Sudetenland wurden Sozialdemokraten verfolgt, die sich in den deutschsprachigen Gebieten zur Deutschen Sozialdemokratischen Arbeiterpartei (DSAP) zusammengeschlossen hatten, ebenso die Mitglieder der Deutschen Christlich-Sozialen Volkspartei und vor allem Juden. Vom Oktober bis Dezember 1938 wurden 20.000 Mitglieder der Sozialdemokratischen Partei verhaftet; 2.500 Sudetendeutsche wurden allein in das KZ Dachau eingewiesen. Ins westliche Ausland flüchteten schätzungsweise 30.000 Personen.

### Deutsches Reich
Am 21. November wurde das Gebiet der Landkreise Plan und Tachau ein Teil des Verwaltungsbezirks der Sudetendeutschen Gebiete unter dem Reichskommissar Konrad Henlein.
Sitz der Kreisverwaltungen waren die Städte Plan und Tachau.
Ab dem 15. April 1939 galt das Gesetz über den Aufbau der Verwaltung im Reichsgau Sudetenland (Sudetengaugesetz). Danach wurden beide Landkreise dem neuen Regierungsbezirk Eger im Reichsgau Sudetenland mit dem Sitz der Regierungspräsidenten in Karlsbad zugeteilt.
Zum 1. Mai 1939 wurde eine Neugliederung der teilweise zerschnittenen Kreise im Sudetenland verfügt. Danach blieb der Landkreis Tachau in seinen bisherigen Grenzen erhalten. Der Landkreis Plan wurde aufgelöst. Sein westlicher Teil (Gerichtsbezirk Plan) kam zum Landkreis Tachau und der östliche Teil (Gerichtsbezirk Weseritz) zum Landkreis Tepl. Die Gemeinde Dürrmaul trat zum Landkreis Marienbad.
Bei diesem Zustand blieb es bis zum Ende des Zweiten Weltkriegs.

### Tschechoslowakei / Tschechische Republik
Seit Mai 1945 gehörte das Gebiet zunächst wieder zur Tschechoslowakei, seit 1993 ist es Teil der Tschechischen Republik.
Zwischen Februar und Oktober 1946 erfolgte die fast vollständige Vertreibung der (deutschsprachigen) Bevölkerung. Zwischenstation war ein Aussiedlungslager in der großen Tabakfabrik in Tachau. Dazu gehörte ein Internierungslager, besonders – aber nicht nur – für NS-belastete Personen. Im Rahmen der Vertreibung wurden aus dem Bezirk Tachau 994 Todesnachweise geführt.
Als eine Folge der Vertreibung kam es im Bezirk Tachau zum Untergang von 32 Dörfern, einschließlich ihrer Kirchen, kulturellen Einrichtungen, Friedhöfe und Wohngebäude.

## Landräte
1939–1940: Hermann Fink von Staffelstein
1940–1945: Adolf Schrötter

## Kommunalverfassung
Bereits am Tag vor der förmlichen Eingliederung in das Deutsche Reich, nämlich am 20. November 1938, wurden alle Gemeinden der Deutschen Gemeindeordnung vom 30. Januar 1935 unterstellt, welche die Durchsetzung des Führerprinzips auf Gemeindeebene vorsah. Es galten fortan die im bisherigen Reichsgebiet üblichen Bezeichnungen, nämlich statt:
- Ortsgemeinde: Gemeinde,
- Marktgemeinde: Markt,
- Stadtgemeinde: Stadt,
- Politischer Bezirk: Landkreis.

## Ortsnamen
Es galten die bisherigen Ortsnamen weiter, und zwar in der deutsch-österreichischen Fassung von 1918.

## Städte und Gemeinden
- Albersdorf
- Alt Fürstenhütte
- Alt Sattel
- Alt Zedlisch
- Bernetzreith
- Böhmischdorf
- Brand I
- Brand II
- Bruck
- Damnau
- Darmschlag
- Dehenten
- Drißgloben
- Elhotten
- Elsch
- Eschowitz
- Frauenreith
- Galtenhof
- Gamnitz
- Glasau
- Glashütten
- Glitschau
- Godrusch
- Gossau
- Gottschau
- Gröna
- Groß Gropitzreith
- Groß Maierhöfen
- Groß Wonetitz
- Gumplitz
- Haid
- Hals
- Hangendorf
- Heiligenkreuz
- Hesselsdorf
- Hetschigau
- Hinter Kotten
- Hohen Zetlisch
- Innichen
- Juratin
- Khoau
- Kiesenreuth
- Klein Gropitzreith
- Klein Maierhöfen
- Konraditz
- Kuttenplan
- Kuttenplaner Schmelzthal
- Labant
- Langendörflas
- Lohm
- Lusen
- Malkowitz
- Maschakotten
- Mauthdorf
- Michelsberg
- Milles
- Molgau
- Naketendörflas
- Neudorf I
- Neudorf II
- Neuhäusl
- Neu Losimthal
- Neustadtl
- Neu Zedlisch
- Oberdorf
- Ober Godrisch
- Ostrau
- Ottenreuth
- Pabelsdorf
- Paulusbrunn
- Pawlowitz
- Pernartitz
- Petlarn
- Pfraumberg
- Pirkau
- Plan
- Planer Schmelzthal
- Promenhof
- Punnau
- Purschau
- Rail
- Ratzau
- Ringelberg
- Roßhaupt
- Sahorsch
- Sankt Katharina
- Schlief
- Schönbrunn
- Schönwald
- Schossenreith
- Sorghof
- Speierling
- Stiebenreith
- Stockau
- Strachowitz
- Tachau
- Thein
- Thiergarten
- Tholl
- Tirna
- Tissa
- Triebl
- Turban
- Tutz
- Ujest
- Ullersreith
- Unter Godrisch
- Uschau
- Waldheim
- Waschagrün
- Weschekun
- Wesigau
- Wieschka
- Wittingreith
- Wosant
- Woschnitz
- Wurken
- Wusleben
- Zummern